# ژانگ یونگجون
ژانگ یونگجون (انگلیسی: Zhang Yongjun؛ زادهٔ ۴ ژانویهٔ ۱۹۶۳)  بازیکن سابق و مربی بسکتبال اهل چین است. وی در بازی‌های المپیک تابستانی ۱۹۸۸ شرکت کرده‌است.